# Tonje Kjærgaard
Tonje Kjærgaard, född den 11 juni 1975 i Silkeborg, Danmark, är en dansk handbollsspelare. Hon spelade som mittsexa.

## Karriär
Kjærgaard växte upp i Silkeborg och började spela handboll där. Debuten på elitnivå var 1991 då hon var 16 år. Redan året efter var hon i Ikast FS och spelade sedan i den klubben hela sin karriär även om klubben bytte namn flera gånger. Nationellt vann hon danska mästerskapet 1998. Hon tog också hem EHF-cupen med klubben 2002 samt vann Cupvinnarcupen 2004 också. 2004 slutade hon med handboll. Sammanlagt har hon spelat 434 matcher i Ikast och det är rekord i klubben.

### Landslagskarriär[1]
Kjærgaard fick sin landslagsdebut den 8 februari 1994 mot Sverige i en förlustmatch som slutade 15-22. Hon var sedan med i landslaget i sex år och de åren var de framgångsrikaste Danmark har upplevt. Hon tog EM-guld 1994, VM-brons 1995. Hon tog OS-guld i damernas turnering i samband med de olympiska handbollstävlingarna 1996 i Atlanta. Sedan var det 1996 nytt EM-guld på hemmaplan. 1997 vann hon VM-guld med landslaget. 1998 blev det silver i EM men 2000 avslutade hon med OS-guld i damernas turnering i samband med de olympiska handbollstävlingarna 2000 i Sydney. Sammanlagt spelade hon 139 landskamper och gjorde 342 mål i landslaget.

### Efter karriären
Kjærgaard arbetar i dag på Ikast-Brande Gymnasium och undervisar i biologi.

## Klubbar[4]
- Silkeborg /Voel KFUM (1991-1992)

- Ikast FS, Ikast Bording EH (1992-2004)[5]

### Klubbar spelande tränare
- Ikast  (2007-2008 avbrutet)[6]

## Meriter[7]
- 2 OS-guld 1996 och 2000 med Danmarks damlandslag i handboll
- 1 VM-guld 1997 med  Danmarks damlandslag i handboll
- 2 EM-guld 1994 och 1996 med  Danmarks damlandslag i handboll
- 1 VM-brons 1995 med  Danmarks damlandslag i handboll
- 1 EM-silver 1998 med  Danmarks damlandslag i handboll
- 1 Danskt Mästerskap 1998 med Ikast Bording EH
- EHF-cupen 2002 med Ikast Bording EH
- Cupvinnarcupen 2004 med Ikast Bording EH.

### Fotnoter
1. ↑  ”Haslund / Tonje Kjaergaard”. http://www.haslund.info/haandbold/20_dame/20_spillere/kjaton.asp. Läst 27 februari 2019.
2. ↑  ”Handball at the 1996 Atlanta Summer Games: Women's Handball” (på engelska). sports-reference.com. Arkiverad från originalet den 26 februari 2009. https://web.archive.org/web/20090226131645/http://www.sports-reference.com/olympics/summer/1996/HAN/womens-handball.html.
3. ↑  ”Handball at the 2000 Sydney Summer Games: Women's Handball” (på engelska). sports-reference.com. Arkiverad från originalet den 26 februari 2009. https://web.archive.org/web/20090226133131/http://www.sports-reference.com/olympics/summer/2000/HAN/womens-handball.html.
4. ↑  ”DhDb Tonje Kjaergaard”. http://dhdb.hyldgaard-jensen.dk/spiller.php?id=1034. Läst 27 februari 2019.
5. ↑  Ritzau. ”Tonje Kjaergaard stopper- Brödsgaard aflöser”. Berlingske Tidene 26 mars 2004. https://politiken.dk/sport/art5684659/Tonje-Kjærgaard-stopper-Brødsgaard-afløser. Läst 27 februari 2019.
6. ↑  ”Tonje Kjaergarrd gör comeback”. https://www.bt.dk/sport/tonje-kjaergaard-goer-comeback. Läst 27 januari 2019.
7. ↑  ”Tonje Kjaergaard og Sabine Englert kaaret till ALPI-legends”. http://www.herningikasthaandbold.dk/nyheder/klubben/tonje-kjaergaard-og-sabine-englert-kaaret-til-alpi-legends. Läst 27 februari 2019.